# Гадолин, Юхан
Юхан Гадолин (5 июня 1760, Або, Швеция — 15 августа 1852, Мюнямяки, Великое княжество Финляндское, Российская империя) — финский химик. В 1794 году Гадолин открыл первый химический элемент группы редкоземельных металлов — иттрий — в минерале иттербите, а также был одним из первых защитников теории горения Лавуазье в Скандинавии. Дядя российского академика и генерала А. В. Гадолина.
Традиционное написание имени учёного в русскоязычной литературе до середины XX века — Иоганн Гадолин.

## Детство и образование

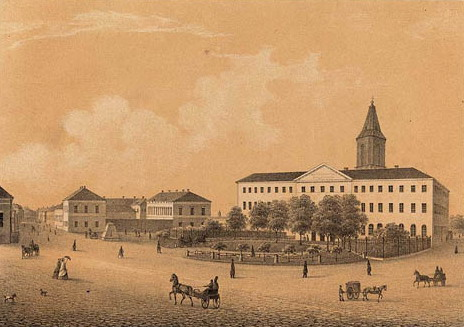
Университет Або / Турку на юго-западе Финляндии (до того, как он был разрушен во время городского пожара 1827 года)

Юхан Гадолин родился в шведской семье учёных в Финляндии. Его отец был профессором физики и теологии в университете Або. Позже он работал епископом в этом же городе. Благодаря образованной семье Юхан ещё в детстве познакомился с естественнонаучными дисциплинами, особенно хорошо — с физикой и астрономией. Его дедушка Йоханнес Броваллиус внёс в это большой вклад, будучи профессором физики и епископом. Через него семья имела дружеские отношения с Карлом Линнеем. Такая среда рано сформировала Юхана Гадолина.
После окончания школы в 1775 году он начал изучать математику и физику в Королевской академии своего родного города, впоследствии он переключился на лекции по химии профессора Пера Адриана Гадда, который с 1761 года занимал первую кафедру химии в том же университете. Это старейший университет Финляндии. Прослушанные лекции были для Гадолина слишком однобокими, поскольку они были очень ориентированы на практическое применение и сельское хозяйство. Его интересы же были сосредоточены на теоретических вопросах, и он считал лекции всё более неудовлетворительными для себя. Поэтому Гадолин перешёл в Упсальский университет в 1779 году и посещал лекции Торберна Улофа Бергмана. Здесь он снова активизировал свои занятия физикой и математикой.
Летом, когда не было никаких событий, он путешествовал по Швеции, чтобы улучшить свои знания в области минералогии и металлургии. Во время учёбы в Упсале Гадолин познакомился с Карлом Вильгельмом Шееле, долгое время они были друзьями. При поддержке Бергмана в 1781 году Гадолин написал диссертацию «De analysi ferri». В следующем году он получил степень магистра философии с диссертацией «De problemate catenario». Затем он начал важную работу по термодинамике, которую позже продолжил в Або (по-фински — Турку) и опубликовал в 1784 году. В 1783 году он покинул Уппсальский университет и стал экстраординарным профессором в своём родном городе.

## Научная работа

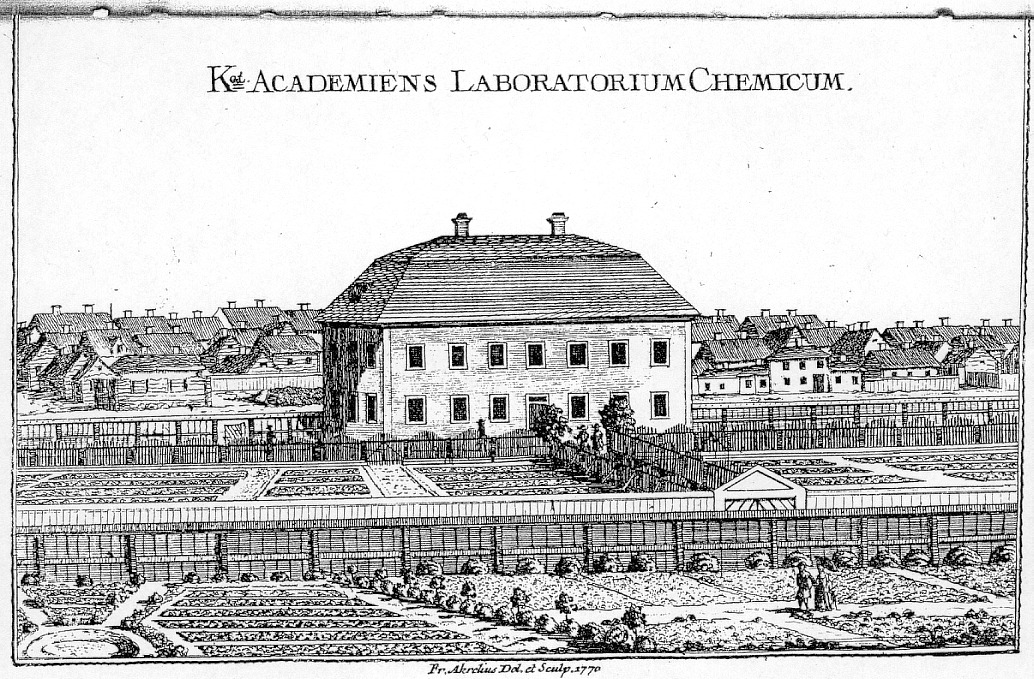
Химическая лаборатория Королевской Академии в Упсале, где учился Юхан Гадолин (гравюра на меди Фредрика Акрелиуса, 1770 г.)

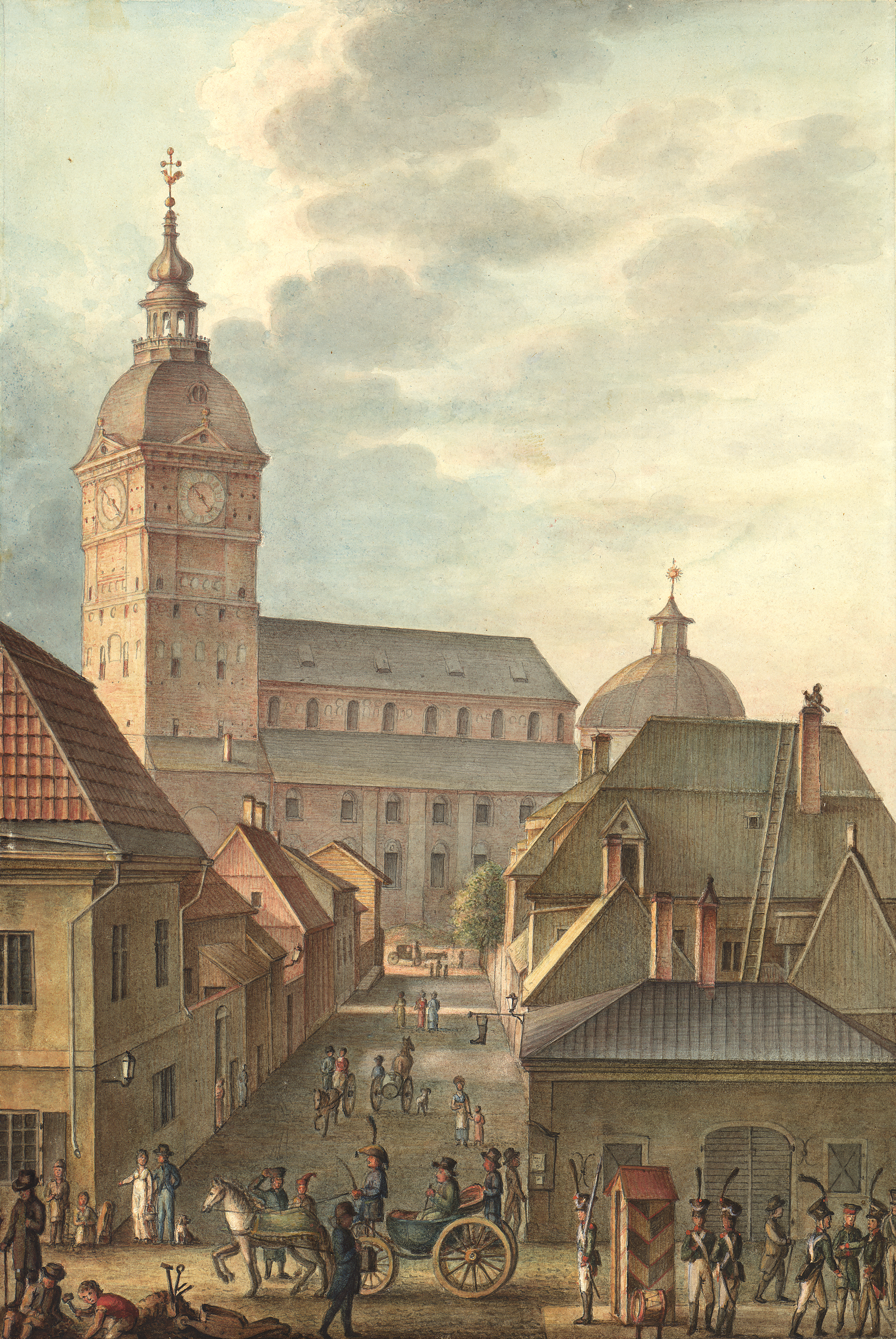
Епископский собор Або / Турку

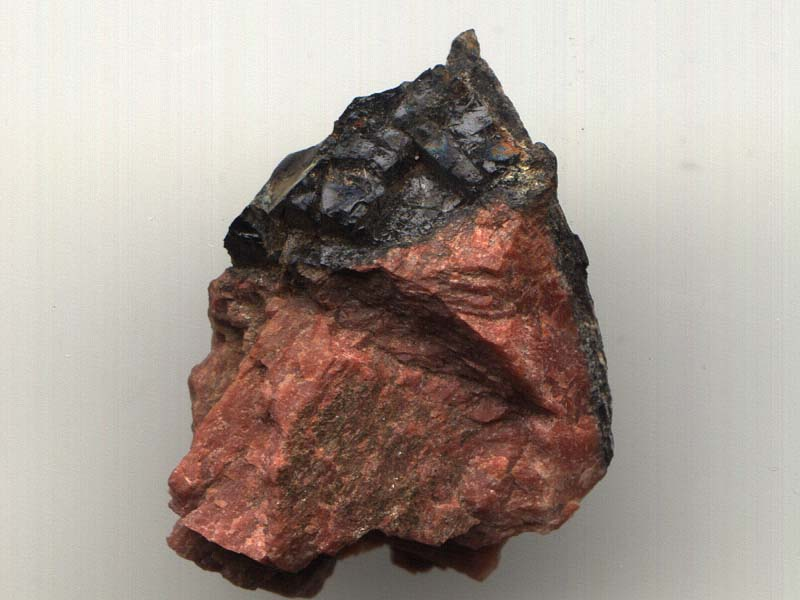
Минерал гадолинит

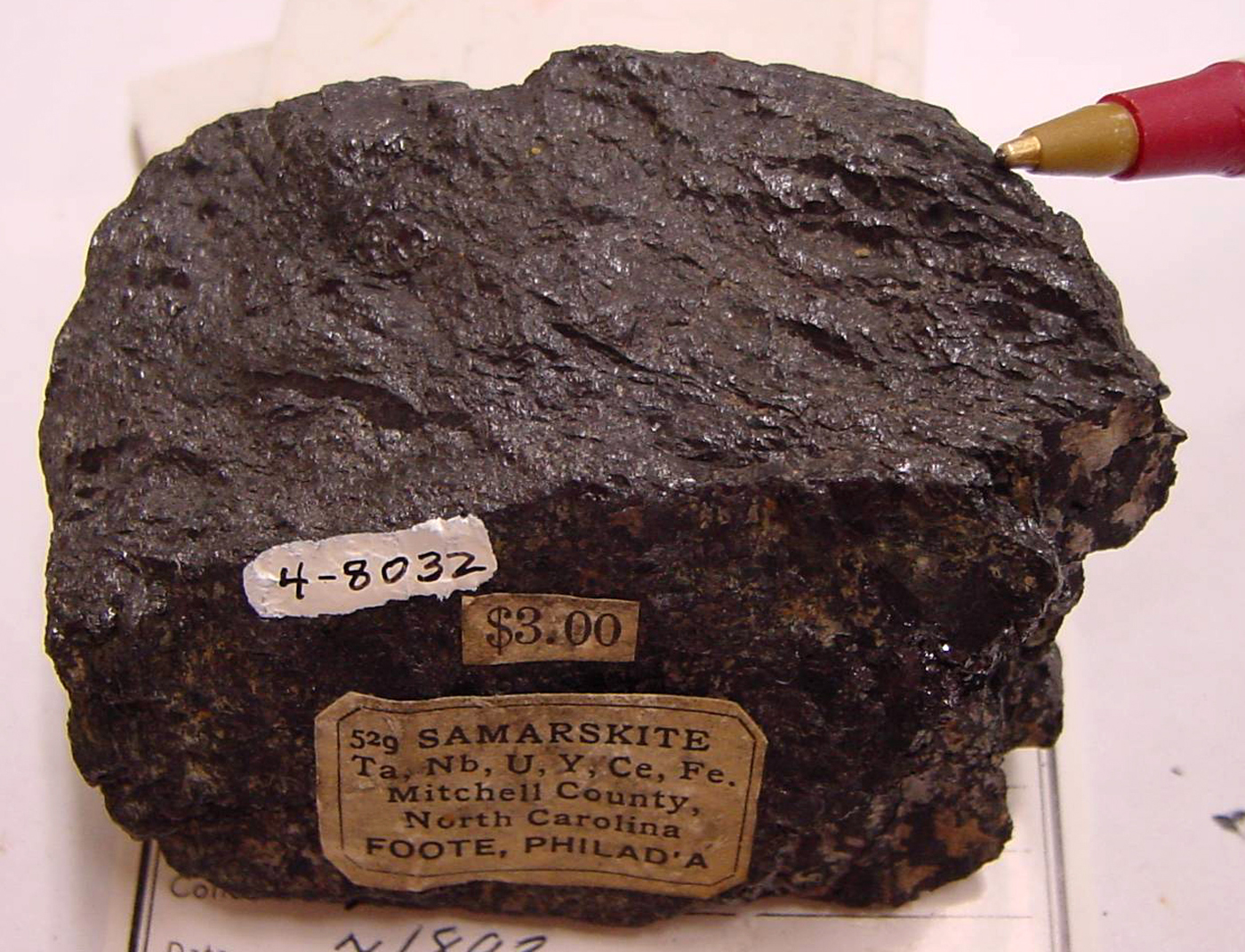
Минерал самарскит

Своё стремление к новым знаниям Гадолин продолжил на новой должности в Королевской академии Або в течение почти двухлетней учебной поездки в Европу. Она началась в 1786 году и включала в себя Данию, Германию, Голландию и Англию. Самыми важными остановками для Гадолина были Люнебург, Хельмштедт, горнодобывающий район в горах Гарца, Гёттинген, Амстердам, Лондон и Дублин. Во время этой поездки он получил ценный опыт и, прежде всего, знания о новой химической номенклатуре. Особенно прочные отношения Гадолин установил с гёттингенским химиком и руководителем горных работ Лоренцем фон Креллем. В Лондоне Гадолин занимался аналитическими исследованиями железных руд и опубликовал свои результаты в этой области. В то же время Гадолин высказал свои первые мысли о титриметрическом анализе в химии. Химическая промышленность Англии была одной из его целей для посещения во время этой остановки.
Вместе со своим другом, ирландским учёным Ричардом Кирваном, он совершил поездку в Ирландию, которая в основном состояла из исследований в области минералогии. Статья в химическом журнале его друга Крелля рассказывает о впечатлениях от путешествия по Ирландии.
Гадолин вернулся на свою финскую родину с богатым опытом и в 1788 году опубликовал трактат о новой химической номенклатуре. Он посвящён выдающимся работам Антуана Лорана де Лавуазье, Луи Бернара Гитона де Морво, Антуана Франсуа де Фуркруа и Клода-Луи Бертолле. Это привлекло к нему внимание этой группы учёных. Последовал более интенсивный научный обмен с Бертолле и Гитоном де Морво. Его друг Крелль написал ему по возвращении: «С вашими знаниями и талантом я не удивлюсь, если вы сделаете химию процветающей в Финляндии».
Впоследствии профессиональные знания Гадолина укрепились. Впервые назначенный адъюнктом в 1789 году, он быстро стал профессором. В последние годы жизни своего учителя Гадда он уже читал лекции, а после его смерти в 1787 году — полностью взял на себя кафедру. На основе своего богатого опыта он изменил содержание курса и теперь считается настоящим основоположником научной химии в Финляндии.
Уже во время поездки в Европу он написал статью по теории флогистона (1788 г.). Сначала он предполагал существование флогистона, но знал о роли кислорода в горении. В этой статье Гадолин попытался создать теорию, которая могла бы объединить два разных подхода к интерпретации процессов горения В конце концов, его опасения по поводу представлений Лавуазье утихли, и он стал первым скандинавским химиком, присоединившимся к новым взглядам на горение. Фактически Гадолин написал первый учебник по химии на шведском языке, основанный на антифлогистических воззрениях и опубликованный в 1798 году под названием «Введение в химию». Он внёс решающий вклад в распространение новых знаний между учёными Северной Европы.
Его языковые навыки позволили разносторонне общаться с различными коллегами в Европе. Помимо родного шведского языка, Гадолин также владел латынью, немецким, английским, французским, русским и финским языками. Среди партнёров по переписке были Джозеф Бэнкс, Торберн Улоф Бергман, Клод Луи Бертолле, Адэр Кроуфорд, Лоренц Флоренц Фридрих Крелль, Иоганн Фридрих Гмелин, Луи Бернард Гайтон де Морво, Ричард Кирван, Мартин Генрих Клапрот, Антуан Лоран Лавуазье и Карл Вильгельм Шееле.

## Открытие иттрия
Наиболее известный научный вклад Гадолина как химика состоит в анализе чёрного минерала из карьера полевого шпата Иттерби на шведском острове Ресарё, который использовался Стокгольмским фарфоровым заводом. Там в 1788 году коллекционер и шведский артиллерийский офицер Карл Аксель Аррениус обнаружил ранее неизвестный чёрный минерал, который впервые был описан Бенгтом Рейнхольдом Гейером (1758—1815) и Свеном Ринманом (1720—1792), а впоследствии получил название гадолинит. Гадолин получил образец этого минерала и подробно исследовал его в 1792—1793 годах. Он описал образец как красный полевой шпат, в который заключён чёрный непрозрачный минерал в форме пластинки или почки.
Результаты анализа показали наличие глинозёма, оксида железа и кремнезёма, а также большую долю (38 %) неизвестного оксида. Гадолин не был полностью уверен в оценке своего открытия и выразил обеспокоенность в письме секретарю Шведской академии наук. Шведский химик Андерс Густав Экеберг в 1797 году подтвердил своими собственными анализами результаты Гадолина, в том числе существование неизвестного оксида редкоземельного элемента. Открытый в связи с этим исследованием элемент иттрий был позже выделен в металлической форме Фридрихом Вёлером (1824 г.) и Карлом Густавом Мосандером (1842 г.).
В «Химических анналах Крелля» Гадолин комментирует своё предполагаемое открытие следующим образом:
«Из этих свойств можно сделать вывод о том, что данная земля во многих отношениях соответствует алюминиевой земле; в других аспектах — кальциевой земле, но отличается от обеих, а также от других ранее известных земель. Кажется, она заслуживает место среди простых земель, потому что проведённые до сих пор эксперименты не предполагают для неё состава других земель. Сейчас я не решаюсь претендовать на такое новое открытие, потому что мой небольшой запас чёрного камня не позволил мне проводить эксперименты, как мне представлялось нужным. В любом случае я также считаю, что наука должна гораздо больше выиграть, если несколько новых земель, недавно описанных химиками, можно было бы разбить на более простые части, чем если бы количество новых простых типов земель увеличилось еще больше».
— Юхан Гадолин: Химические анналы Крелля
По поводу названий также пока не было единого взгляда. Экеберг назвал обнаруженный минерал иттерстеном, а неизвестный оксид металла — иттриевой землёй. Немецкими химиками и минералогами было предложено название гадолинит, а для химического вещества — гадолиниевая земля. Наконец компромисс был найден. Минерал носит название гадолинит, а химический элемент — иттрий.
Важное значение исследований этого минерала Гадолином заключается в том, что в результате на скандинавских территориях было открыто ещё несколько редкоземельных элементов. В честь его великих достижений было предложено название нового элемента. В 1880 году швейцарский химик Жан Шарль Галиссар де Мариньяк обнаружил новый элемент во время аналитического исследования минерала самарскита (ранее он назывался уранотантал или иттроильменит), в 1886 году Поль Эмиль Лекок де Буабодран назвал элемент гадолинием.
После смерти немецкого химика Иоганна Фридриха Гмелина, в 1804 году, Гадолину предложили занять должность профессора в Гёттингенском университете. Но его тесная связь с родиной не позволила ему принять это почётное назначение.

## Поздние годы
Во время дальнейшей работы в университете Гадолин разработал теории о химических соотношениях и сродстве. Им, однако, было уделено мало внимания из-за их малой известности в Центральной Европе, и в дальнейшем их вытеснили работы других учёных. В 1822 г. Гадолин ушёл в отставку. Несмотря на это, его научная работа продолжилась: так, он имел дело с систематикой минералов Systema fosilium. Основой для этой работы послужили коллекции природных образцов в университете, которые значительно расширились под его руководством. К сожалению, после публикации работа по систематике не получила особого внимания.
В 1827 году сильный пожар уничтожил город Або, что в частности затронуло университет и значительную часть коллекций. Это событие положило конец активной научной деятельности Гадолина. Затем финский университет был переведен в Гельсингфорс (ныне Хельсинки). В результате этой потери Гадолин жил в уединении в своих двух имениях около Вихтиса (ныне Вихти) и Вирмо (ныне Мынямаки). Он умер 15 августа 1852 года в возрасте 92 лет.

## Заслуги и признание
В своей родной стране, Финляндии, он формировал химическое образование в соответствии с последними научными знаниями и ввёл регулярные практические и лабораторные занятия для студентов. В то время такой метод работы ещё не был распространен во многих других европейских университетах.
Его именем названы минерал гадолинит (открытый им в 1794 г.) и элемент гадолиний. Название астероида (2638) Гадолин напоминает о нём, как и о финском астрономе Якобе Гадолине.
Членство Юхана Гадолина в различных обществах:
- Шведская королевская академия наук, Стокгольм
- Академия Наук, Санкт-Петербург, Россия
- Королевская ирландская академия, Дублин
- Леопольдина, с 1797 г.
- Академия наук в Гёттингене (с 1804 г.)[8]

Научные общества:
- Гёттинген
- Упсала
- Москва (Общество испытателей природы)
- Марбург (Naturforschergesellschaft)

## Основные работы
- De theoria caloris corporum specifici. — Упсала, 1792.
- Некоторые замечания о сущности флогистона. — 1788.
- Intending till Chemien. — Або, 1798.
- Systema fossilium. — Берлин, 1825.